# Dino Giarrusso
Pour l’article homonyme, voir Mario Giarrusso.
Dino Giarrusso, né le 11 septembre 1974 à Catane, est un présentateur et un homme politique italien, membre du Mouvement 5 étoiles.

## Biographie
Dino Giarrusso est connu pour sa participation à l’émission Le Iene. Il est élu député européen en 2019.

## Filmographie
- 2001 : Un altro mondo è possibile (documentaire collectif sur les émeutes anti-G8 de Gênes de 2001)